# Chilosphex
Chilosphex is een geslacht van vliesvleugelige insecten van de familie Langsteelgraafwespen (Sphecidae).

## Soorten
- C. argyrius (Brullé, 1833)